# Uppsala-ESO Survey of Asteroids and Comets
| 6102 Visby            | 21 marzo 1993    |
| 6252 Montevideo       | 6 marzo 1992     |
| 6273 Kiruna           | 1º marzo 1992    |
| 6528 Boden            | 21 marzo 1993    |
| 6654 Luleå            | 29 febbraio 1992 |
| 6666 Frö              | 19 marzo 1993    |
| 6739 Tärendö          | 19 marzo 1993    |
| 6795 Örnsköldsvik     | 17 marzo 1993    |
| 6796 Sundsvall        | 21 marzo 1993    |
| 6797 Östersund        | 21 marzo 1993    |
| 7248 Älvsjö           | 1º marzo 1992    |
| 7292 Prosperin        | 1º marzo 1992    |
| 7431 Jettaguilar      | 19 marzo 1993    |
| 7528 Huskvarna        | 19 marzo 1993    |
| 7595 Växjö            | 21 marzo 1993    |
| 7704 Dellen           | 1º marzo 1992    |
| 7705 Humeln           | 17 marzo 1993    |
| 7706 Mien             | 19 marzo 1993    |
| 7770 Siljan           | 2 marzo 1992     |
| 7771 Tvären           | 2 marzo 1992     |
| 7833 Nilstamm         | 19 marzo 1993    |
| 8677 Charlier         | 2 marzo 1992     |
| 8678 Bäl              | 1º marzo 1992    |
| 8679 Tingstäde        | 2 marzo 1992     |
| 8680 Rone             | 2 marzo 1992     |
| 8681 Burs             | 2 marzo 1992     |
| 8682 Kräklingbo       | 2 marzo 1992     |
| 8683 Sjölander        | 2 marzo 1992     |
| 8695 Bergvall         | 17 marzo 1993    |
| 8696 Kjeriksson       | 17 marzo 1993    |
| 8697 Olofsson         | 21 marzo 1993    |
| 8698 Bertilpettersson | 19 marzo 1993    |
| 8868 Hjorter          | 1º marzo 1992    |
| 8869 Olausgutho       | 6 marzo 1992     |
| 8870 von Zeipel       | 6 marzo 1992     |
| 8871 Svanberg         | 1º marzo 1992    |
| 8881 Prialnik         | 19 marzo 1993    |
| 9055 Edvardsson       | 29 febbraio 1992 |
| 9056 Piskunov         | 1º marzo 1992    |
| 9358 Fårö             | 29 febbraio 1992 |
| 9359 Fleringe         | 6 marzo 1992     |
| 9372 Vamlingbo        | 19 marzo 1993    |
| 9373 Hamra            | 19 marzo 1993    |
| 9374 Sundre           | 19 marzo 1993    |
| 9617 Grahamchapman    | 17 marzo 1993    |
| 9618 Johncleese       | 17 marzo 1993    |
| 9619 Terrygilliam     | 17 marzo 1993    |
| 9620 Ericidle         | 17 marzo 1993    |
| 9621 Michaelpalin     | 21 marzo 1993    |
| 9622 Terryjones       | 21 marzo 1993    |
| 9623 Karlsson         | 21 marzo 1993    |
| 10102 Digerhuvud      | 29 febbraio 1992 |
| 10103 Jungfrun        | 29 febbraio 1992 |
| 10104 Hoburgsgubben   | 2 marzo 1992     |
| 10105 Holmhällar      | 6 marzo 1992     |
| 10106 Lergrav         | 1º marzo 1992    |
| 10123 Fideöja         | 17 marzo 1993    |
| 10124 Hemse           | 21 marzo 1993    |
| 10125 Stenkyrka       | 21 marzo 1993    |
| 10126 Lärbro          | 21 marzo 1993    |
| 10127 Fröjel          | 21 marzo 1993    |
| 10128 Bro             | 19 marzo 1993    |
| 10129 Fole            | 19 marzo 1993    |
| 10130 Ardre           | 19 marzo 1993    |
| 10131 Stånga          | 21 marzo 1993    |
| 10132 Lummelunda      | 20 marzo 1993    |
| 10544 Hörsnebara      | 29 febbraio 1992 |
| 10545 Källunge        | 2 marzo 1992     |
| 10553 Stenkumla       | 17 marzo 1993    |
| 10554 Västerhejde     | 19 marzo 1993    |
| 10794 Vänge           | 29 febbraio 1992 |
| 10795 Babben          | 1º marzo 1992    |
| 10796 Sollerman       | 2 marzo 1992     |
| 10807 Uggarde         | 17 marzo 1993    |
| 10808 Digerrojr       | 17 marzo 1993    |
| 10809 Majsterrojr     | 17 marzo 1993    |
| 10810 Lejsturojr      | 17 marzo 1993    |
| 10811 Lau             | 17 marzo 1993    |
| 10812 Grötlingbo      | 21 marzo 1993    |
| 10813 Mästerby        | 19 marzo 1993    |
| 10814 Gnisvärd        | 19 marzo 1993    |
| 10815 Östergarn       | 19 marzo 1993    |
| 11907 Näränen         | 2 marzo 1992     |
| 13991 Kenphillips     | 17 marzo 1993    |
| 13101 Fransson        | 19 marzo 1993    |
| 13992 Cesarebarbieri  | 17 marzo 1993    |
| 13993 Clemenssimmer   | 17 marzo 1993    |
| 13994 Tuominen        | 17 marzo 1993    |
| 13995 Tõravere        | 19 marzo 1993    |
| (18405) 1993 FY12     | 17 marzo 1993    |
| 20025 Petronaviera    | 29 febbraio 1992 |
| 20026 Bettyrobinson   | 6 marzo 1992     |
| 20027 Michaelwatson   | 1 marzo 1992     |
| 20028 Stansammy       | 1 marzo 1992     |
| 20029 Dorner          | 2 marzo 1992     |
| 20030 Bawtenheimer    | 1 marzo 1992     |
| 20048 Alfianello      | 17 marzo 1993    |
| 20049 Antoniopresti   | 21 marzo 1993    |
| 20050 Aglaonice       | 21 marzo 1993    |
| 20051 Phanostrate     | 21 marzo 1993    |
| 20052 Kellman         | 21 marzo 1993    |
| 20053 Cavefish        | 21 marzo 1993    |
| 20054 Lágrimaríos     | 19 marzo 1993    |
| 20055 Maríaespínola   | 19 marzo 1993    |
| 20056 Roccati         | 21 marzo 1993    |

L'Uppsala-ESO Survey of Asteroids and Comets (UESAC) è stato un programma di ricerca sugli asteroidi che si è svolto tra il 1992 e il 1993.
L'UESAC ha indagato su un vasto numero di asteroidi, di oltre 15000 ne ha rilevato la posizione, di circa 2500 ne ha calcolato l'orbita e più di 1000 nuovi asteroidi sono stati scoperti e numerati. Altri asteroidi potrebbero essere aggiunti man mano che le loro orbite verranno confermate.
Le osservazioni sono state condotte dall'Osservatorio europeo australe in Cile e dall'Osservatorio anglo-australiano in Australia.
I dettagli del programma sono stati pubblicati nel 1996.